# Young Ahmed
Young Ahmed ist ein belgisch-französisches Filmdrama von Jean-Pierre und Luc Dardenne aus dem Jahr 2019.

## Handlung
Der 13-jährige Ahmed besucht nach der Schule die École de devoirs (EDD, ähnlich einer von der Schule unabhängigen freien Horteinrichtung) bei Inès Touzani, die ihm bei Schulaufgaben hilft, ihm in der Vergangenheit aber auch geholfen hat, seine Dyslexie zu überwinden. Innerhalb eines Monats hat sich Ahmed verändert: Er weigert sich, Inès beim Verabschieden die Hand zu geben, da ein echter Muslim das nicht machen dürfe, betet regelmäßig, wäscht sich rituell die Hände und das Gesicht und weigert sich, kurzärmlige Sachen zu tragen. Die Veränderung ist auch seiner Mutter aufgefallen, die den Imam des Viertels dafür verantwortlich macht. Auch Ahmeds Bruder Rachid geht zu den Gebeten des Imams, ist jedoch weniger radikal als Ahmed, dessen neues Idol sein Cousin wird, der als Selbstmordattentäter gestorben ist. Ahmed beginnt, seine Mutter zu verachten, die keinen Hidschab trägt und Alkohol trinkt, und lehnt auch das Auftreten seiner Schwester Yasmine als zu freizügig ab.
Inès verkündet eines Tages in der EDD, Arabischkurse mithilfe von aktuellen Musiktiteln anzubieten. Unter den Besuchern der EDD trifft dies auf ein geteiltes Echo, da so das Koran-Arabisch in den Hintergrund tritt. Ahmed ist empört, zumal sein Imam Inès aufgrund ihres Vorhabens als „Abtrünnige“ bezeichnet hat, die zur Verantwortung gezogen werden muss. Ahmed verkündet in der EDD, angestachelt vom Imam, dass Inès den Islam schädigen will, weil ihr neuer Freund Jude sei; wenig später begibt er sich zu ihr und greift sie mit einem Messer an. Der Imam bringt Ahmed dazu, sich der Polizei zu stellen und auch, ihn und seine Moschee von jeglicher Schuld für sein radikalisiertes Verhalten freizusprechen. Ahmed kommt in den Jugendarrest.
Zunächst sondert sich Ahmed von den anderen Jugendlichen im Arrest ab, besteht auf seinen Gebetszeiten und weigert sich, mit Inès eine Aussprache zu haben und eine Psychologin zu besuchen. Seinen Imam verehrt er weiterhin, auch als er erfährt, dass Rachid gegen ihn ausgesagt hat und er wegen Radikalisierungsaktivitäten festgenommen wurde. Ahmeds Mutter ist verzweifelt. Bald jedoch ändert Ahmed seine Meinung, erlaubt Psychologenstunden und stimmt auch einem Treffen mit Inès zu. Auch der Arbeit auf einem Lehrbauernhof, der er sich bisher verweigert hat, stimmt er zu. Auf dem Bauernhof stiehlt er heimlich eine Zahnbürste, die er in seinem Zimmer spitzschleift. Vor der Psychologin gibt er sich geläutert, sodass diese einem Treffen mit Inès zustimmt. Ahmed begibt sich mit der geschliffenen Zahnbürste zum Gesprächstermin, der in Anwesenheit seines Anwalts und des zuständigen Richters geplant ist. Inès jedoch bricht zusammen, als sie ihn sieht, sodass das Treffen abgebrochen wird. Auf dem Bauernhof zeigt Ahmed sein wahres Gesicht, als er von der jungen Louise geküsst wird und anschließend drauf besteht, dass sie Muslima werde, da sie ihn beschmutzt habe und er nur so einen Teil seiner moralischen Schuld abtragen könne. Als sie sich weigert, wird er handgreiflich. Auf dem Weg vom Bauernhof entwischt Ahmed seinem Betreuer und begibt sich zu Inès’ EDD. Er bewaffnet sich mit einem Metallstück. Weil die EDD geschlossen hat, klettert er aufs Dach. Beim Versuch, ein offenstehendes Fenster zu erreichen, stürzt er ab. Schwer verletzt und augenscheinlich durch den Sturz teilweise gelähmt kann er auf sich aufmerksam machen – Inès erscheint und er bittet sie um Vergebung. Sie vergibt ihm, bevor sie geht, um einen Krankenwagen zu rufen.

## Produktion
Young Ahmed war der zwölfte Spielfilm, den Jean-Pierre und Luc Dardenne gemeinsam realisierten. Die Idee zum Film kam beiden angesichts der zahlreichen religiös motivierten Anschläge in Frankreich und Belgien.
Der Film wurde unter anderem in der Institution publique de protection de la jeunesse (IPPJ) in Fraipont (Gemeinde Trooz) und, von August bis September 2018, auf dem Bauernhof De La Croix De Mer in der Ortschaft Borlez der Gemeinde Faimes gedreht. Weitere Drehorte waren das Gerichtsgebäude und die EDD Graines de Génie in der Provinz Lüttich, Neupré und Seraing. Die Kostüme schuf Maïra Ramedhan Levi, die Filmbauten stammen von Igor Gabriel.
Young Ahmed erlebte am 20. Mai 2019 im Rahmen der Internationalen Filmfestspiele von Cannes seine Premiere. Am 22. Mai 2019 kam er in die belgischen und französischen Kinos. In Deutschland war der Film erstmals am 14. Oktober 2019 auf dem Film Festival Cologne zu sehen.

## Auszeichnungen
Auf den Internationalen Filmfestspielen von Cannes lief der Film im Rennen um die Goldene Palme. Jean-Pierre und Luc Dardenne wurden zudem mit dem Preis für die Beste Regie ausgezeichnet. Auf der Semana Internacional de Cine de Valladolid gewannen Jean-Pierre und Luc Dardenne den Preis für das Beste Drehbuch und die Grüne Ähre für den besten Schnitt. Der Film lief zudem im Wettbewerb um die Goldene Ähre.
Der Film erhielt 2020 eine César-Nominierung in der Kategorie Bester ausländischer Film. Bei der Magritte-Verleihung 2020 war der Film in den Kategorien Beste Nebendarstellerin (Myriem Akheddiou) und Bester Nachwuchsdarsteller (Idir Ben Addi) erfolgreich. Weitere Magritte-Nominierungen erhielt der Film in den Kategorien Bester Film, Beste Regie, Bester Nebendarsteller (Othmane Moumen), Beste Nebendarstellerin (Claire Bodson), Beste Nachwuchsdarstellerin (Victoria Bluck), Bestes Original-Drehbuch oder beste Adaption und Bester Schnitt.